# 僧固乡
僧固乡，是中华人民共和国河南省新乡市延津县下辖的一个乡镇级行政单位。

## 行政区划
僧固乡下辖以下地区：
李僧固村、申僧固村、粱僧固村、辛庄村、大布村、小布村、位庄村、辉县屯村、西史固村、东史固村、刘小庄村、翟小庄村、任小庄村、东竹村、西竹村、大佛村、朱佛村、德士村、军寨村、王潭村、沙庄村和李庄村。